# Квитман (Тексас)
Квитман (енгл. Quitman) град је у америчкој савезној држави Тексас. Налази се у округу Вуд, чије је седиште. По попису становништва из 2010. у њему је живело 1.809 становника.

## Демографија
Према попису становништва из 2010. у граду је живело 1.809 становника, што је 221 (10,9%) становника мање него 2000. године.
| Група             | 2000.         | 2010.         |
| Белци             | 1.797 (88,5%) | 1.590 (87,9%) |
| Афроамериканци    | 130 (6,4%)    | 92 (5,1%)     |
| Азијати           | 10 (0,5%)     | 19 (1,1%)     |
| Хиспаноамериканци | 67 (3,3%)     | 73 (4,0%)     |
| Укупно            | 2.030         | 1.809         |